# 이정화 (축구 선수)
이정화(1994년 5월 20일 ~)는 대한민국의 축구 선수로서 포지션은 미드필더이다.